# Пуэрто-Монт
Пуэ́рто-Монт (исп. Puerto Montt) — город в Чили. Административный центр одноимённой коммуны, провинции Льянкиуэ и области Лос-Лагос. Население — 153118 человек (2002). Важный промышленный и культурный центр юга Чили.
Территория коммуны — 1673 км². Численность населения — 213 314 жителей (2007). Плотность населения — 127,5 чел./км².

## Расположение

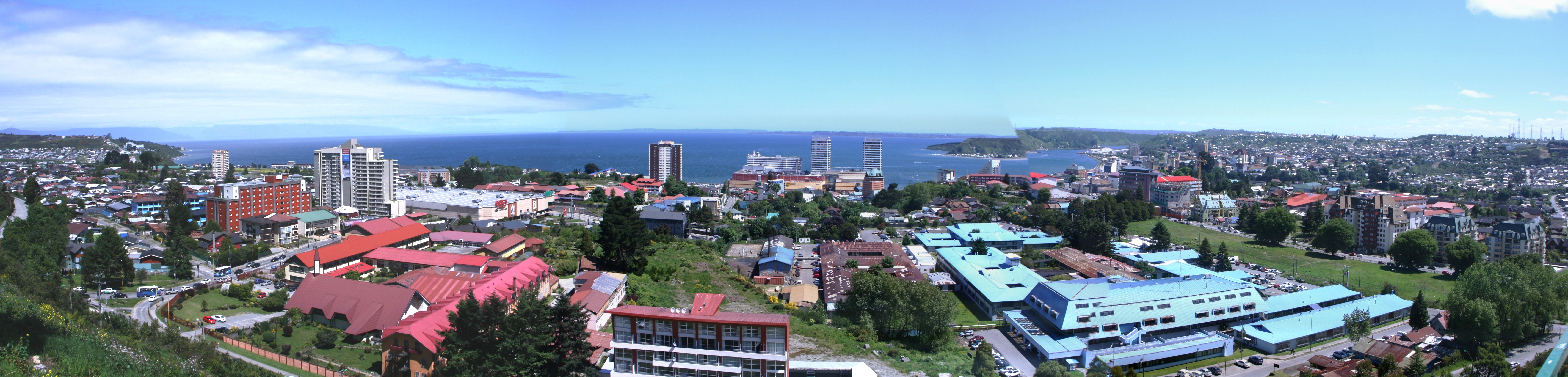
Панорама города

Город расположен в 915 км на юг от столицы Чили города Сантьяго. Находится на берегу залива Релонкави. К юго-западу от города находится остров Тенгло.
Город имеет стратегическое положение, так как находится на границе Чилийской Патагонии и является для неё и архипелага Чилоэ связующим транспортным узлом. Международный аэропорт, морской порт. Вместе с соседним городом Пуэрто-Варас и близлежащими населёнными пунктами образует агломерацию с численностью населения около 280 тысяч человек.

Коммуна граничит:
- на севере — c коммуной Пуэрто-Варас
- на востоке — с коммуной Кочамо
- на юге — c коммуной Кальбуко
- на юго-западе — c коммуной Маульин
- на западе — c коммуной Лос-Муэрмос

## История

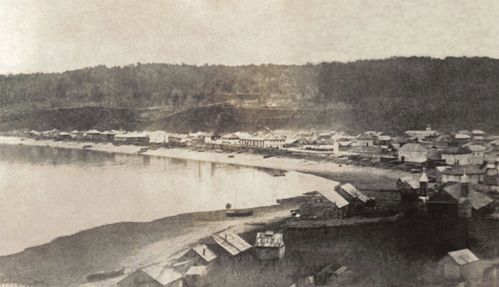
Пуэрто-Монт в 1862 году

Город был основан немецкими колонистами 12 февраля 1853 года. Правительство Чили на постройку и освоение района выделило значительные средства. Поэтому город назван в честь президента страны Мануэля Монтта (в переводе — Порт Монтта). В 1911 году город был связан с остальной частью страны железной дорогой.
Великое Чилийское землетрясение 1960 года нанесло городу значительные разрушения.

## Экономика
Основа местной экономики — рыболовство, выращивание мидий, морских водорослей, лосося. Переработка и экспорт сельскохозяйственной продукции, лесная промышленность, строительство. Обслуживание военно-морской базы вооруженных сил Чили Эль-Тепуаль. Туризм, торговля.

## Транспорт
Пуэрто-Монт — важный транспортный узел для поездок на чилийские озёра, острова Чилоэ и Тенгло, а также чилийскую Патагонию. В городе имеется международный аэропорт, крупный морской порт и автовокзал.

## Архитектура
Большинство зданий Пуэрто-Монта построено в германском архитектурном стиле с черепичными крышами и украшенными балконами.
Самое старое из сохранившихся строений — храм из красного дерева у городской центральной площади — был построен в 1856 году.

## Климат
Климат в городе влажный морской умеренный. Среднемесячная температура колеблется от 6,5°С зимой до 14,5 °C летом. Осадков выпадает около 1900 мм в год, преимущественно в виде дождя.
| Показатель              | Янв. | Фев. | Март | Апр. | Май  | Июнь | Июль | Авг. | Сен. | Окт. | Нояб. | Дек. | Год  |
| ----------------------- | ---- | ---- | ---- | ---- | ---- | ---- | ---- | ---- | ---- | ---- | ----- | ---- | ---- |
| Абсолютный максимум, °C | 32,4 | 27,4 | 27,1 | 25,5 | 25,3 | 25,2 | 20,9 | 20,7 | 23,6 | 23,8 | 27,6  | 28,4 | 32,4 |
| Средний максимум, °C    | 19   | 18   | 17   | 14   | 12   | 10   | 10   | 10   | 12   | 13   | 15    | 18   | 14   |
| Средняя температура, °C | 14,5 | 14,2 | 12,3 | 10,7 | 9,6  | 7,3  | 6,5  | 7,6  | 8,3  | 10,1 | 11,8  | 13,3 | 10,5 |
| Средний минимум, °C     | 9    | 9    | 8    | 6    | 6    | 3    | 3    | 3    | 4    | 5    | 6     | 8    | 6    |
| Абсолютный минимум, °C  | 3    | 0    | 0    | −2   | −4   | −6   | −6   | −4   | −3   | −1   | 0     | 0    | −6   |
| Норма осадков, мм       | 100  | 90   | 130  | 160  | 240  | 230  | 240  | 210  | 150  | 120  | 120   | 120  | 1980 |
| Источник: Weatherbase   |      |      |      |      |      |      |      |      |      |      |       |      |      |

## Города-партнеры
- Гамбург, Германия
- Гаспе, Канада
- Пуэрто-Мадрин, Аргентина
- Сан-Карлос-де-Барилоче, Аргентина
- Севилья, Испания
- Циндао, Китай

## Известные жители
В Пуэрто-Монте родился Луис Корвалан — известный борец с режимом Пиночета, коммунист. Другой известный уроженец города — кинорежиссёр и писатель Рауль Руис.

## Пуэрто-Монт в искусстве
Беспорядки в городе в конце 1960-х гг легли в основу песни Виктора Хары Preguntas por Puerto Montt («Вопросы про Пуэрто-Монт»).

## Демография
Согласно сведениям, собранным в ходе переписи Национальным институтом статистики, население коммуны составляет 213 314 человек, из которых 107 575 мужчин и 105 739 женщин.
| Год  | Численность | Численность |
| ---- | ----------- | ----------- |
| 2017 | 169 736     | [ 1 ]       |

Население коммуны составляет 26,85 % от общей численности населения области Лос-Лагос.12,17 % относится к сельскому населению и 87,83 % — городское население.

### Важнейшие населенные пункты коммуны
- Пуэрто-Монт (город) — 153 118 жителей
- Алерсе (поселок) — 2777 жителей